# 흙무굴치
흙무굴치(Synagrops japonicus)는 주걱치목 반딧불게르치과에 속하는 어류이다. 전체적인 몸길이는 평균 15cm에 최대 크기는 35cm인 중소형 어류에 속한다.

## 특징과 먹이
흙무굴치는 주걱치목 반딧불게르치과에 속하는 어종으로서 전체적인 몸의 색은 어두운 갈색인 고동색을 띄고 있다. 몸은 머리 앞쪽이 무딜며 눈이 크다. 흙무굴치는 등뼈 10개, 등뼈 9개, 등뼈 2개, 항문뼈 7개, 척추뼈 25개를 가지고 있다.
몸은 길쭉하고 납작하며 큰 사이클로이드 비늘로 압축되어 있다. 몸은 치어일 때는 검붉은 갈색을 띠지만 성어가 된 후에는 갈색이 더 창백해진다. 또한 몸은 소형으로 축편되어 있으며 위턱의 앞끝은 동공의 수평선상에 위치하고 입은 크며 경사져 있다. 전새개골, 하새개골, 간새개골의 끝은 미세한 거치상태의 톱니를 가지며 주새개골의 끝에는 2개의 극이 존재하고 위턱과 양턱에는 날카로운 송곳니 모양의 이빨이 나 있다. 구개골과 서골에도 날카로운 이빨들이 줄지어 나 있다. 몸의 등쪽은 연한 갈색을 띠며 배쪽은 흰색을 띤다.
등지느러미는 2개이며 서로 분리되어 있고 모든 지느러미는 무색으로 투명하거나 연한 황색을 띤다. 먹이로는 작은 물고기, 갑각류를 주로 잡아먹고 살아가는 육식성의 물고기에 속한다.

## 서식지와 어획
흙무굴치의 서식지는 동아프리카부터 미국 하와이주까지 이르며 대한민국의 남해에서도 서식하는 종이다. 인도양과 서부와 중부 태평양이 흙무굴치의 주요한 서식지가 된다. 흙무굴치의 대부분은 진흙으로 된 대륙사면과 해령으로 이뤄진 부근의 수심 100-800m 깊이의 심해에서 산다.
흙무굴치는 식용으로도 이용이 되는 어종으로서 저층 트롤어업에 의해 부수어업되며 어육 가공제품의 원료로서 주로 이용되는 편이다. 그외에 생선 등으로 먹기도 하는 어종이다.

## 같이 보기
- 주걱치목
- 반딧불게르치과